# 企业大楼

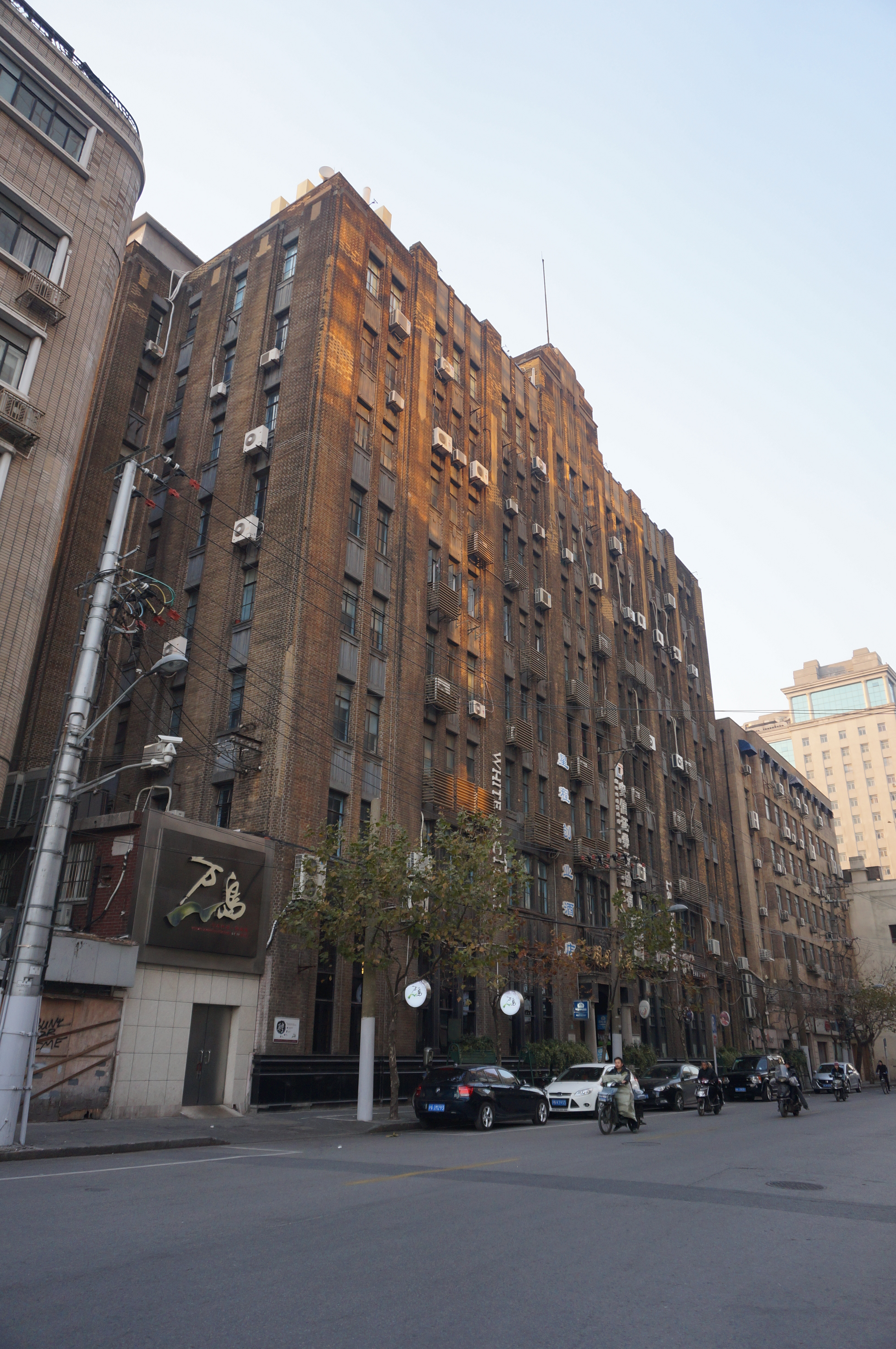
企业大楼

企业大楼是中国上海的一座历史建筑，位于今黄浦区四川中路33号，靠近外滩。该建筑建于1920年，由哈沙德洋行设计，9层钢筋混凝土建筑。该建筑现为创业大楼。
1994年，该建筑已被列为第二批上海市优秀历史建筑，编号A-Ⅲ-046。